# Pitxúguino
Pitxúguino (en rus: Пичугино) és un poble de l'óblast de Vladímir, a Rússia, segons el cens del 2010 tenia 75 habitants. Pertany al districte municipal de Mélenki.